# 日本とチャドの関係
日本とチャドの関係（にほんとチャドのかんけい、フランス語: Relations entre le Japon et le Tchad、アラビア語: العلاقات اليابانية التشادية、英語: Japan–Chad relations） では、日本とチャドの関係について概説する。

## 両国の比較
|               | チャド                        | 日本                           | 両国の差                |
| ------------- | ----------------------------- | ------------------------------ | ----------------------- |
| 人口          | 1594万6876人（2019年）        | 1億2626万人（2019年）          | 日本はチャドの約7.9倍   |
| 国土面積      | 128万4000 km²                 | 37万7972 km²                   | チャドは日本の約3.4倍   |
| 人口密度      | 12 人/km²（2018年）           | 347 人/km²（2018年）           | 日本はチャドの約28.9倍  |
| 首都          | ンジャメナ                    | 東京都                         |                         |
| 最大都市      | ンジャメナ                    | 東京都区部                     |                         |
| 政体          | 共和制 大統領制               | （民主制）議院内閣制           |                         |
| 公用語        | フランス語 アラビア語         | 日本語（事実上）               |                         |
| 通貨          | CFAフラン                     | 日本円                         |                         |
| 国教          | なし                          | なし                           |                         |
| 人間開発指数  | 0.404                         | 0.919                          |                         |
| 民主主義指数  | 1.61                          | 7.99                           |                         |
| GDP（名目）   | 113億1495万米ドル（2019年）   | 5兆819億6954万米ドル（2019年） | 日本はチャドの約449.1倍 |
| 一人当たりGDP | 709.5米ドル（2019年）         | 40246.9米ドル（2019年）        | 日本はチャドの約56.7倍  |
| 経済成長率    | 3.2%（2019年）                | 0.7%（2019年）                 |                         |
| 軍事費        | 2億3470万9655米ドル（2019年） | 476億902万米ドル（2019年）     | 日本はチャドの約202.8倍 |
| 地図          |                               |                                |                         |

## 歴史
1960年8月、フランスから独立したチャドを日本は国家承認し、外交関係が樹立した。しかし地理的・歴史的・経済的に接点が少なかったことや、南部の政権を占めるキリスト教と北部のイスラム教による対立など情勢不安があり、チャド国内に大使館は設置されず在カメルーン日本国大使館が兼轄。一方のチャド側も東京に大使館を未設置で、北京の在中国チャド大使館が日本を兼轄している。2005年、チャド東部アベシェにダルフール紛争によるスーダン難民支援のためのJICAフィールドオフィスを開設するも、治安悪化により2006年末閉鎖した。
1978年から1987年にかけての「チャド・リビア紛争」では、その後期にあたる1987年の戦闘でチャド軍と反政府勢力、リビア軍の両者がトヨタ自動車のピックアップトラックを戦地で使用した。その車両の荷台後部に大きく表示された「TOYOTA」のロゴタイプが報道によってたびたび放映され目立ったため話題となり、この時期の戦闘は総じて「トヨタ戦争」と呼ばれている。

## 外交
21世紀以降は要人往来が活発になるなど、外交関係が緊密化。また両国ともにスーダンや南スーダン情勢に注目しており、連携した行動を取る事も少なくない。
日本からは2018年に外務副大臣として初めて佐藤正久がチャドを訪問した。
一方チャドからは、2013年にチャドの大統領として初めてイドリス・デビがアフリカ開発会議のため訪日。安倍晋三との間に日・チャド間で初めての首脳会談が実施された。2016年、G7伊勢志摩サミットのアウトリーチ会合参加のためイドリス・デビが再び訪日して、その際にも首脳会談を実施し、経済支援や安全保障について意見交換がなされた。また、2018年にはチャドの経済・開発計画副大臣を務めるイッセイヌ・タイール・スグイミが来日し、かつてチャドを訪問した経験のある佐藤正久と会談を実施している。2019年のアフリカ開発会議には経済・開発計画相のイッサ・ドゥブラニュが参加して外務大臣の河野太郎とも会談を実施し、日本企業のチャド進出促進についてが話し合われた。

## 経済協力
2019年のチャドの対日貿易額は輸出0.22億円、輸入4.6億円であり、チャドの赤字である。主要品目は輸出品が植物性原材料や革製品となっており、輸入用品は医薬品や機械類などである。
チャドの主要援助国は旧宗主国であるフランスやアメリカ合衆国、スイス、イタリアなどとなっており、日本は主要国から外れている。しかし、2017年までに日本はチャドに対し70億円を超える経済援助を実施。援助内容としては、チャドは国土の三分の二が砂漠であるという地理的制約、また蝗害や干ばつといった災害の影響で深刻な食糧不足にたびたび見舞われてきた事から、日本は何度か食糧援助を実施してきた。治安面での支援も実施されており、2019年10月にはンジャメナにてチャドに対する治安対策のための無償資金協力の書簡が交換された。

## 外交使節

### 駐日チャド大使
1. アドゥム・アガナイエ（北京常駐、1977年[27]～）
2. 乔纳·戈洛·马伊·里加扎（北京常駐）
3. イサ・アッバス・アリ（北京常駐、1989年以前[28]～1991年[29]）
4. エレナ・チウナ（北京常駐→常駐国未定、1992～2016年、信任状捧呈は12月15日[30]）
5. アハメッド・スンギ（北京常駐、2016年～、信任状捧呈は7月20日[31]）